# 細谷祥子
細谷 祥子（ほそや しょうこ、1952年2月7日 - ）は、日本の政治家。元都民ファーストの会東京都議会議員（1期）。東久留米市議会議員（通算5期目）。

## 来歴
東京都出身。東久留米市立第二小学校、東久留米市立東中学校、私立富士見高等学校、大阪芸術大学芸術学部放送学科中退。タウン誌記者を経て、2003年、東久留米市議会議員に無所属で立候補し、初当選した（のち自由民主党）。市議を4期務め、議長も務めた。
2017年の都議選に、東京都知事小池百合子率いる都民ファーストの会から立候補して当選した。都議会では環境・建設委員会委員長などを務めた。
2021年の都議選で落選した。同年12月の東久留米市長選挙に立候補し、都民ファーストの会と国民民主党の推薦を受け、小池百合子や国民民主党代表の玉木雄一郎が応援演説に駆け付けたが、元市議長で自民、公明両党などの推薦を受けた富田竜馬に敗れた。
2023年東京都東久留米市議会議員選挙でトップ当選した。